# Digitalis viridiflora
Digitalis viridiflora är en grobladsväxtart som beskrevs av Lindley. Digitalis viridiflora ingår i släktet fingerborgsblommor, och familjen grobladsväxter. Inga underarter finns listade i Catalogue of Life.

## Bildgalleri

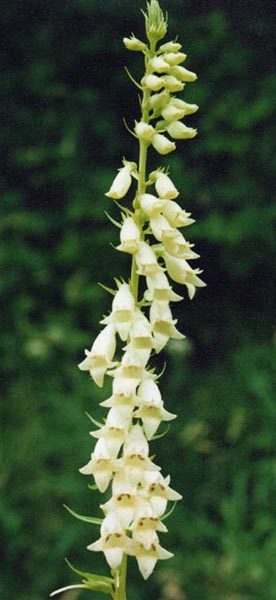
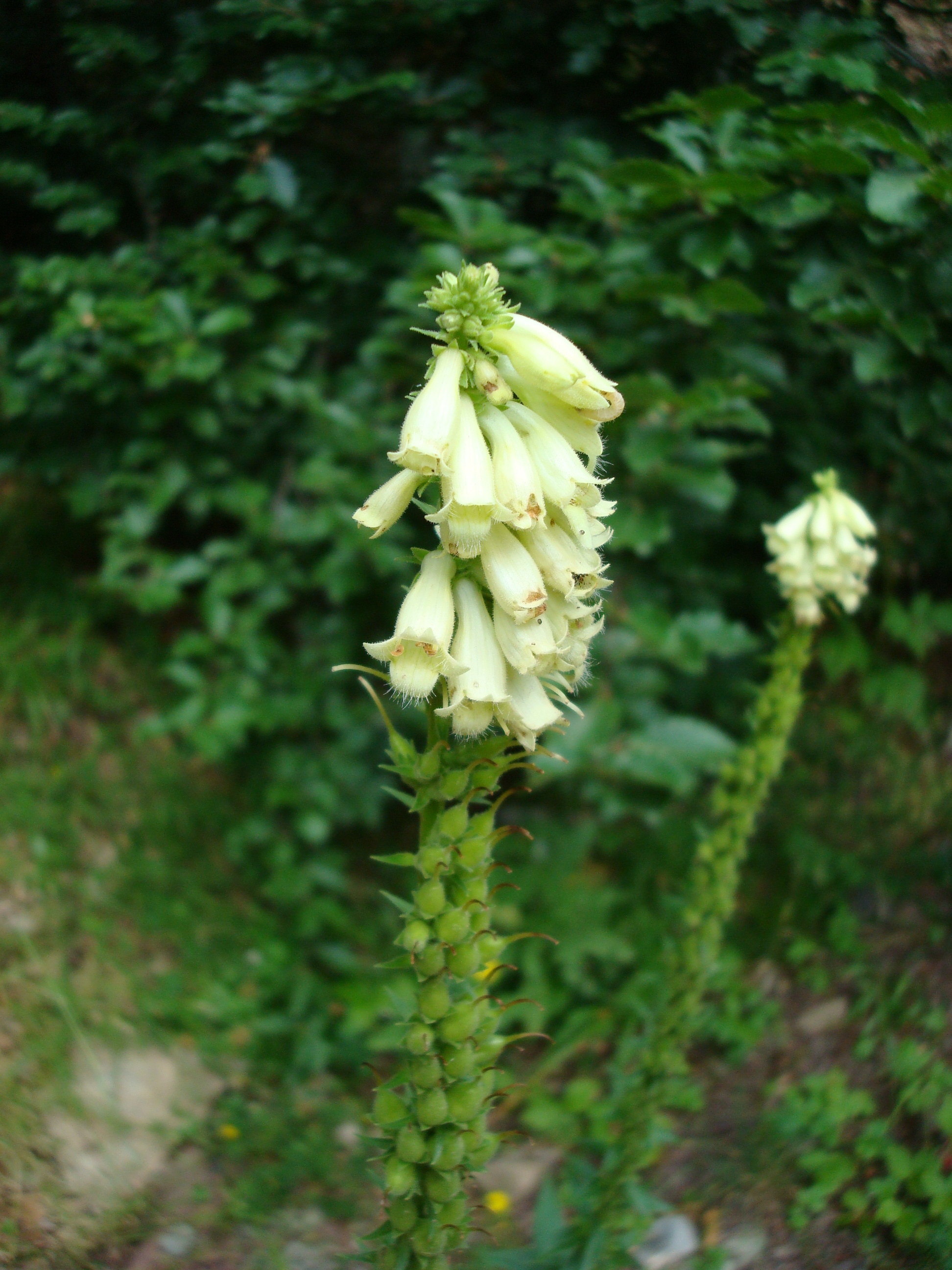